# مجلس سنای ایالات متحده آمریکا
سنای ایالات متحده آمریکا (به انگلیسی: United States Senate) مجلس اعلای کنگره ایالات متحده آمریکا است. تعداد نمایندگان سنای ایالات متحدهٔ آمریکا ۱۰۰ نفر است و هر ایالت فارغ از بزرگی یا کوچکی، دو نماینده در سنا دارد. سناتورها برای ۶ سال انتخاب می‌شوند و عضویت آنان محدودیتی ندارد.

## مقدمه
بر اساس قانون اساسی ایالات متحده آمریکا انتخابات مجلس سنای آمریکا هر دو سال یکبار برای انتخاب یک سوم سناتورهای این مجلس برگزار می‌گردد. در واقع اعضای این مجلس به سه دسته یک (۳۳ عضو)، دو (۳۳ عضو) و سه (۳۴ عضو) تقسیم‌بندی می‌شوند و هر دو سال انتخابات یک دسته برگزار می‌شود. به این ترتیب هر سناتور برای یک دوره شش ساله عضو سنا خواهد بود.
از سال ۱۷۸۹ تا سال ۱۹۱۳ میلادی، سناتورهای هر ایالت توسط مجلس قانون‌گذاری همان ایالت انتخاب می‌شد. از سال ۱۹۱۳ و با تصویب اصلاحیه هفدهم قانون اساسی، وظیفه انتخاب سناتورها به‌طور مستقیم به شهروندان واگذار شد. با این تصمیم، نقش و نفوذ مجالس قانون‌گذاری ایالتی در شکل‌دهی به نهادهای فدرال، به‌ویژه کنگره ایالات متحده کاهش یافت.
ریاست سنا بر اساس قانون اساسی بر عهده معاون رئیس‌جمهور ایالات متحده است. این سمت تقریباً تشریفاتی است که در مراسم رسمی از جمله تشکیل جلسه کنگره بر دوش معاون رئیس‌جمهور گذاشته می‌شود. وی عمدتاً در جریان رأی‌گیری در سنا حاضر نمی‌شود و تنها زمانی رأی می‌دهد که آرای سناتورها به صورت مساوی تقسیم شده باشد. هر گاه در مجلس سنا، مصوبه‌ای ۵۰ رأی مثبت و ۵۰ رأی منفی داشته باشد، معاون رئیس‌جمهور به عنوان رئیس سنا، رأی خود را به صندوق می‌اندازد و به این شکل سرنوشت آن مصوبه تعیین می‌شود.
در غیاب معاون رئیس‌جمهور که اغلب در هنگام مذاکرات در مجلس سنا حاضر نیست، عضو ارشد حزب اکثریت، جلسات را اداره می‌کند؛ که به زبانزد وی را رئیس موقت مجلس سنا می‌نامیدند. در سنا نیز همانند مجلس نمایندگان، رهبر اقلیت به عنوان رهبر اپوزیسیون شناخته می‌شود. ساختمان مجلس سنا در شهر واشینگتن دی‌سی قرار دارد.

## شرط عضویت در سنای ایالات متحده آمریکا
- حداقل ۳۰ سال سن
- دارا بودن حداقل ۹ سال تابعیت ایالات متحده آمریکا
- سکونت در ایالت مورد نظر در زمان برپایی انتخابات

بحث در سنا (سال ۱۸۵۰)

## کمیته‌های اصلی

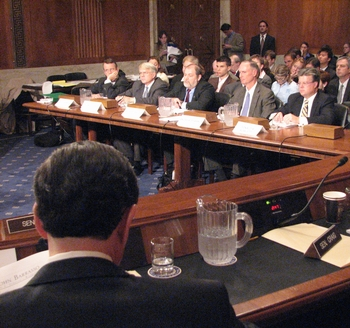
یکی از کمیته‌های مجلس سنا در حال کار

- کشاورزی، تغذیه و جنگلداری
- تخصیص بودجه
- سرویس نظامی
- بانکداری، مسکن و امور شهری
- بودجه
- بازرگانی، علوم و حمل ونقل
- انرژی ومنابع طبیعی
- محیط زیست و فعالیت‌های عمومی
- مالی
- روابط خارجی
- امور حکومتی
- قضایی
- کارو منابع انسانی
- قوانین و امور دولتی
- فعالیت‌های تجاری کوچک
- امور سربازان از جنگ بازگشته